# Operación de información (término militar)
Las operaciones de información, también conocidas por la abreviatura Info Ops y las siglas IO (del inglés Information Operations) son una categoría de operaciones militares de apoyo directo e indirecto cuyo objetivo es afectar a la información y sistemas de información del adversario y/o defender la información y sistemas de información propios. Su objetivo es influir, interrumpir, corromper o usurpar la habilidad de tomar o comunicar decisiones de los adversarios (humanas o automatizadas) y proteger las propias.
Debido a que hacen un uso comedido de la violencia, este tipo de operaciones se usan como elemento persuasivo para disuadir del conflicto armado.
A nivel de la OTAN, las operaciones de información son coordinadas por la OTAN Doctrine Joint Publication 3-13, perfeccionadas con proyectos tales como el Experimento de Operaciones de Información Multinacionales (MNIOE) para mejorar la colaboración en interoperabilidad multinacional.

## Actividades involucradas
Las operaciones de información consisten en una serie de actividades debidamente integradas de forma sincronizada y coordinada de distintas capacidades básicas. Las capacidades militares básicas de las operaciones de información incluyen:
- Operaciones psicológicas, también conocidas por las siglas PSYOPS (del inglés Psychological Operations). Supone el uso de técnicas para influir en el comportamiento del enemigo, aliados o elementos neutras. Ejemplos de estas técnicas son el uso de panfletos, transmisiones de radio o TV,... con el objetivo de desmoralizar al enemigo
- Operaciones de seguridad, también conocidas por las siglas OPSEC (del inglés Operations Security). Identifica que acciones propias pueden ser observadas por el enemigo y hasta qué punto este puede obtener inteligencia de las mismas. Así mismo también se encarga de definir y adoptar medidas para impedir la existencia de esa inteligencia del enemigo
- Guerra electrónica, también conocidas por las siglas EW (del inglés Electronic Warfare). Son acciones militares durante las cuales las armas electromagnéticas o de energía concentrada controlan el espectro electromagnético o atacan a un adversario. Las acciones pueden ser de ataque, protección o de apoyo electrónico. El ataque electrónico establece como objetivo las instalaciones, equipamiento o personal del adversario para degradar, neutralizar y, de ser necesario, destruir los sistemas de apoyo del adversario. Por ejemplo medios aéreos de ataque electrónico que realizan interferencias de comunicaciones a gran distancia de la red del sistema antiaéreo integrado del enemigo para degradar las capacidades de mando y control de su sistema. Un ejemplo histórico de guerra Electrónica sería la el uso de sistemas de navegación aérea para facilitar el bombardeo alemán sobre Inglaterra en la primera fase de la Segunda Guerra Mundial, y los exitosos esfuerzos por interferir y falsear estas emisiones por parte de los ingleses.
- Operaciones sobre redes de computadoras, también conocidas por las siglas CNO (del inglés Computer Networks Operations). Su objetivo es, por un lado, el control o degradación de las redes y sistemas del enemigo, dificultado así la toma de decisiones, y por otro lado, la protección de las redes y sistemas propios, para evitar su degradación o control por parte del adversario.[6] La importancia de este tipo de operaciones radica en el hecho de que en la actualidad el mando y control depende cada vez más de computadoras y redes informáticas. El ataque contra las redes informáticas ofrece la posibilidad de ser un arma de interrupción masiva contra infraestructuras tanto militares como civiles. Un ejemplo de ataque de este tipo podría ser una carga de datos en una red informática del adversario que pueda consumir todo el ancho de banda disponible y pueda degradarla de forma significativa o hasta sacarla fuera de uso.
- Decepción militar, también conocidas por las siglas MILDEC (del inglés Military Deception). Engloba áreas encargadas de facilitar al enemigo indicadores falsos que le hagan llegar a conclusiones erróneas sobre la fuerza, intenciones y capacidades propias. Un ejemplo histórico de este tipo de operación sería la operación Fortitude para desviar la atención del desembarco sobre Normandía hacia un supuesto desembarco en el paso de Calé.

Cada uno de los núcleos de capacidades anteriores se subdivide en diversas categorías.
Los distintos tipos de actividades se interrelacionan entre ellos y operan en conjunto. Por ejemplo, cuando se realiza la operación de una web pública del enemigo, estamos realizando una operación PSYOPS realizada mediante ataque CNO. Otro ejemplo, cuando actuamos sobre las comunicaciones wireless estaríamos tanto en el ámbito CNO como EW.
Otras capacidades respaldan las operaciones de información:
- Contrainteligencia para defender la infraestructura amiga o la documentación de información visual.
- Seguridad física para defender la infraestructura amiga o la documentación de información visual.
- Seguridad de la información para defender la infraestructura amiga o la documentación de información visual.
- Servicio de fotografía de combate para defender la infraestructura amiga o la documentación de información visual.
- Ataque físico. Implica el empleo de fuegos cinéticos contra un objetivo de las operaciones de información para influir a un público blanco específico.

## Actividades relacionadas
Las siguientes actividades deben ser coordinadas con las operaciones de información para ayudar a mejorar ambiente de información general:
- Operaciones de asuntos públicos. Difunden mensajes tanto al público interno como externo
- Operaciones cívico-militares.
- Apoyo de defensa a la diplomacia pública. Apoyo de la difusión de mensajes y temas por soldados especializados en las operaciones de apoyo de información militar supeditados a la autoridad de un embajador